# Đường băng Wilkins

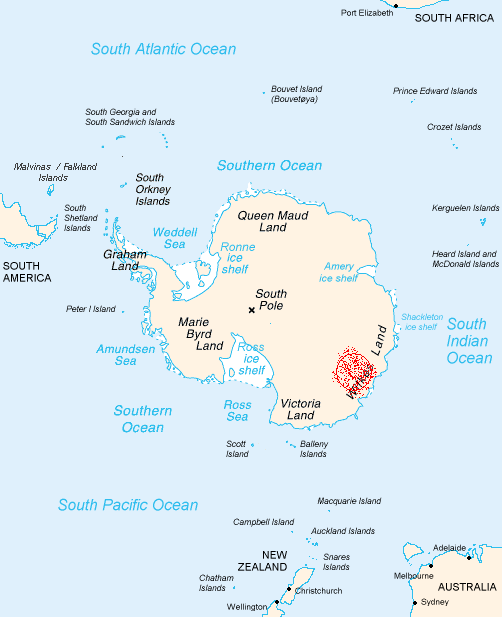
Vùng đất Wilkes

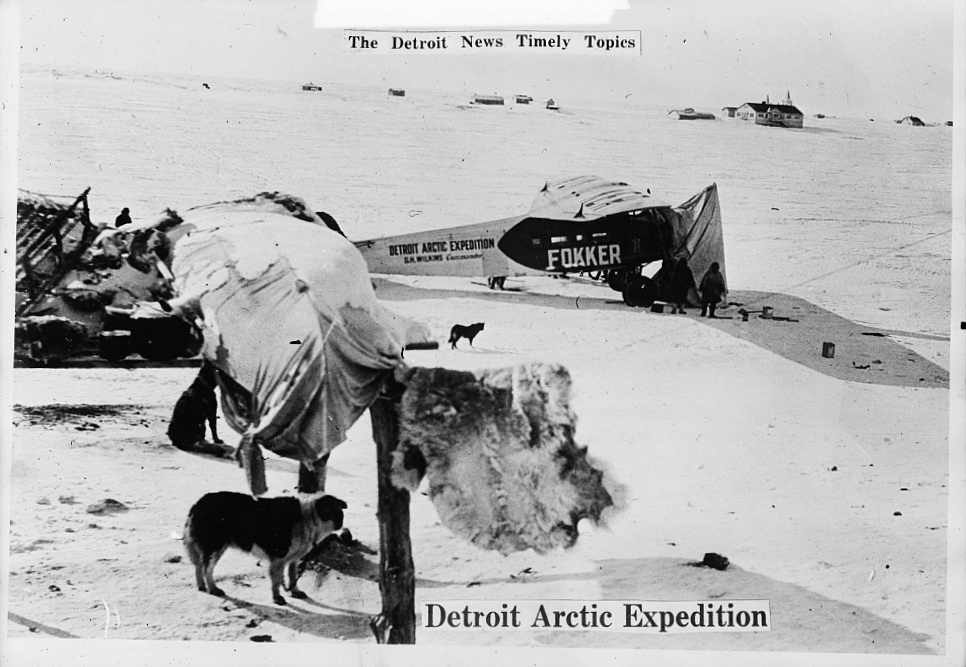
Lều thám hiểm của George Hubert Wilkins

Phi đạo Wilkins là một đường hạ/cất cánh cho máy bay thương mại duy nhất tại Vùng đất Wilkes của Úc trên lục địa châu Nam cực. Nó được đặt tên của George Hubert Wilkins, một nhà tiên phong phi hành kiêm thám hiểm Nam cực.
Đề nghị thiết lập một phi đạo tại Lãnh thổ Nam cực thuộc Úc đã có từ thập niên 1950, nhưng vì những trở ngại liên quan đến môi trường, chính trị, và tiếp vận nên mãi đến năm 2004 công trình xây dựng phi đạo mới được thực hiện . Phi đạo trị giá 46 triệu đô la Úc đã được thành hình trên băng xanh, cách Trạm Casey của Úc 65 km (40 dặm Anh).
Để được Thẩm quyền An toàn Hàng không Dân dụng Úc chấp thuận, Wilkins đã được san bằng theo tiêu chuẩn phi đạo, và cần có một đội nhân viên 8 người bảo trì mặt phẳng và độ ma sát của phi đạo trước mỗi chuyến hạ cánh của máy bay. Thẩm quyền An toàn Hàng không Dân dụng Úc đã cấp giấy phép cho hãng hàng không Skytraders hoạt động các chuyến bay thương mại, và chuyến bay thương mại đầu tiên đến Nam cực vào ngày 11 tháng 1 năm 2008. Trong chuyến bay này có Bộ trưởng Môi trường Úc Peter Garrett, 12 khoa học gia và 6 hành khách.
Các chuyến bay đến Nam cực từ Phi trường Quốc tế Hobart ở Tasmania, và thời gian bay là khoảng 4 tiếng đồng hồ. Trước khi phi đạo được hoàn thành, chuyến đi đến Nam cực mất khoảng 10 ngày bằng tàu thủy băng qua Nam Đại Dương từ Hobart. Phi đạo này chỉ hoạt động trong mùa hè ở Nam cực, và có từ 20 đến 30 chuyến bay mỗi mùa đã được lên kế hoạch. Các chuyến bay được dùng để chuyên chở các khoa học gia tiến hành nghiên cứu Nam cực và không dành cho du khách.